# Die Sternenwanderer
Die Sternenwanderer (französisch Le monde d’Edena) ist eine 6-teilige Science-Fiction-Comicserie des Autors und Zeichners Moebius alias Jean Giraud.
Der erste Band Zu den Sternen (Sur l’étoile) war ursprünglich eine Auftragsarbeit des Automobilherstellers Citroën zu einem Firmenjubiläum im Jahr 1983. Die anderen Bände erschienen in loser Folge zwischen 1988 und 2004.

## Inhalt
Stell und Atan, zwei Raumreisende stranden auf einem kahlen Planeten, den sie Billardkugel nennen. Von einem wundersamen Lichtschein am Horizont angezogen, entdecken sie schließlich die Blaue Pyramide und – um diese herum – Angehörige aller Völker der Galaxis, die dort seit Jahrmillionen festsitzen und warten. Mit Stell als Pilot hebt die Pyramide schließlich ab und trägt sie zu den Sternen.
Auf einem paradiesischen Gartenplaneten von der Pyramide ausgesetzt, erlangen die androgynen Stell und Atan langsam wieder ihre ursprüngliche Menschlichkeit zurück. So wird langsam deutlich, dass Atan eigentlich eine Frau ist – Atana. Neben den Gefahren der Natur müssen sich die beiden Sternenwanderer nun auch noch mit ihrer wiedererlangten Geschlechtlichkeit auseinandersetzen. Im weiteren Verlauf der Reihe stoßen die beiden unabhängig voneinander auf die sehr skurrilen Bewohner des Planeten. Dabei gerät ihre Reise nicht nur weit über die Grenzen der Realität hinaus, sondern zugleich auch in die Tiefen der menschlichen Seele.

## Hintergrund
Der Kontakt mit Guy-Claude Burger und dessen Instinktotherapie veranlasste Jean Giraud zur Realisation der Vision einer Rückkehr in die Natur und der Wiederentdeckung des natürlichen Ernährungsinstinktes des Menschen. Der zweite Band zeigt, wie die zwei futuristischen Protagonisten zu einer Rohkosternährung zurückkehren und die ursprünglichen Geschmäcker von Wildfrüchten und rohem Fisch wiederentdecken. Die französische Version (Le Monde d'Edena) beinhaltet überdies ein Glossar, das diese ursprüngliche Ernährungsform erklärt.

## Bände
1. Zu den Sternen (Sur l’étoile, 1987 – auch bekannt als Die Blaue Pyramide)
2. Die Gärten von Edena (Les jardins d’Edena, 1988)
3. Die Göttin (La déesse, 1990)
4. Stells Irrfahrt (Stel, 1994)
5. Sra (Sra, 2001)
6. Reparaturen (Les réparateurs, 2004)

## Belege
- Sillage Bibliographie zu Jean Giraud
- Moebius: Introduction to „Upon a Star“. In: Ders.: Upon a Star (Moebius – The Collected Fantasies; Bd. 1). Marvel Entertainment Group, New York 1987, ISBN 0-8713-5278-8 (Epic Graphic Novel).